# Mičevec
Mičevec is een plaats in de gemeente Velika Gorica in de Kroatische provincie Zagreb. De plaats telt 1254 inwoners (2001).